# Tobias Müller
Tobias Mueller, né le 2 octobre 1992, est un skieur allemand pratiquant le télémark. Il a remporté 3 médailles aux championnats du monde juniors de télémark en 2011 en Norvège : l'or en classique, l'argent en sprint et le bronze en slalom géant. Moins de deux semaines plus tard, il remporte deux médailles d'argent (sprint et classique) lors des championnats du monde de télémark. Il a disputé ses premières courses en coupe du monde lors de cette même année.

## Palmarès

### Championnats du monde de ski acrobatique
| Épreuve / Édition      | Ski cross | Ski cross par équipe |
| Mondiaux 2025 Engadine | Argent    |                      |